# Diplôme national d'arts plastiques
 (mars 2013).
Si vous disposez d'ouvrages ou d'articles de référence ou si vous connaissez des sites web de qualité traitant du thème abordé ici, merci de compléter l'article en donnant les références utiles à sa vérifiabilité et en les liant à la section « Notes et références ».
Le diplôme national d'arts plastiques (DNAP), valide un cursus de trois années d'études post-baccalauréat dans les écoles nationales, régionales et municipales d'art sous tutelle du Ministère de la Culture.
Il est instauré par le Décret n°88-1033 en 1988.
Il est homologué par arrêté du 6 mars 1997[source détournée] sur la liste d'homologation des titres et diplômes de l'enseignement technologique, ce qui correspond à l'indication d'un niveau de capacité professionnelle : « personnel occupant des emplois qui exigent normalement des formations du niveau du diplôme universitaire de technologie ou du brevet de technicien supérieur ou de fin de premier cycle de l'enseignement supérieur ».
Correspondant à une licence niveau II[source détournée], il permet de se présenter aux concours externe et interne du CAPES et au concours externe du CAPET (arrêté du 7 juillet 1992, JO du 21 juillet 1992).
En 2014, le DNAP et le DNAT fusionnent pour devenir le DNA,,.